# Выживающие Берега скелетов
«Выживающие Берега скелетов (Берег скелетов)» (англ. Survivors Of The Skeleton Coast) — научно-популярный телефильм 1995 года. Фильм можно смотреть детям любого возраста.

## Сюжет
Фильм повествует о животном мире одного из наиболее таинственных пустынных уголков Африки — Берега Скелетов, названного так из-за разбросанных вблизи берега останков погибших кораблей. Известные фотографы и натуралисты супруги Джен и Дес Бартлетты, прожившие девять лет в этих выжженных солнцем песках Намибии, создали замечательный фильм о поведении крупных африканских животных в экстремальных условиях. В фильме можно увидеть уникальные кадры обитающих в пустыне слонов, львов и жирафов. Фильм рассказывает об особенностях адаптации животных к выживанию в пустыне Намиб.

## Восприятие
Новостная и документальная премия «Эмми» в категории «Выдающееся индивидуальное достижение в ремесле — музыка и звук».
Джефф Сильверман (Variety) в своём отклике резюмировал: «Если бы „Берег скелетов“ не предлагал ничего, кроме изображений огромных животных, путешествующих по обширным пространствам пустыни, прежде чем скатиться по дюнам в постоянной охоте за водой, этого было бы достаточно.
Тем не менее, Бартлеттам удалось охватить и представить причудливую и красивую экосистему».